# 尹辛
尹辛（?—?），春秋时期周朝的大夫，支持王子朝。
前519年六月廿四，王子朝入京师，七月初九，尹辛在唐地击败刘军。七月十七，又在鄩地击败刘军。七月廿五，尹辛攻取西闱。七月廿七，攻克蒯地。